# الوفي (نييوي)
الوفي هي عاصمة دولة نييوي، الجزيرة التي تقع في المحيط الهادئ من ضمن نطاق نيوزيلندا. يصل تعداد سكانها إلى 1,611 بحسب إحصاء عام  2011). تمتاز الوفي بكونها ثاني أصغر عاصمة وطنية في العالم من حيث عدد السكان بعد «نغيرولمد» عاصمة بالاو. وهي تتألف من قريتين: الوفي الشمالية والوفي الجنوبية حيث مقر الحكومة.

## جغرافية المدينة
تقع المدينة في وسط خليج ألوفي على الساحل الغربي للجزيرة على مقربة من منطقة الشاطئ الوحيدة التي تخلو من الشعب المرجانية التي تحيط بنييوي. يمتد خليجها على طول حوالي سبعة كيلومترات، ما يعادل 30٪ من طول الجزيرة، من نقطة هالاغيغي في الجنوب إلى نقطة ماكابو في الشمال. الجدير ذكره أنه يوجد في العوفي أكبر سور على شاكلة فرشاة الأسنان في العالم.

## التاريخ
في كانون الثاني/ يناير 2004، تعرضت نييوي لعاصفة استوائية شرسة عرفت بـ«إعصار هته» الذي قتل شخصين وسبب أضرار واسعة النطاق في الجزيرة بأكملها دمر العديد من المباني بما في ذلك المستشفى. على أثره، تم نقل المباني الحكومية إلى موقع «فونوكول» الأقل عرضة للمخاطر ويبعد 3 كم (1.9 ميل) في داخل الساحل الغربي. لا يزال هذا الموقع داخل حدود قرية العوفي الجنوبية.

## المناخ
| مخطط المناخ Alofi | مخطط المناخ Alofi | مخطط المناخ Alofi | مخطط المناخ Alofi | مخطط المناخ Alofi | مخطط المناخ Alofi | مخطط المناخ Alofi | مخطط المناخ Alofi | مخطط المناخ Alofi | مخطط المناخ Alofi | مخطط المناخ Alofi | مخطط المناخ Alofi |
| --- | ----------------- | ----------------- | ----------------- | ----------------- | ----------------- | ----------------- | ----------------- | ----------------- | ----------------- | ----------------- | ----------------- |
| 01 | 02                | 03                | 04                | 05                | 06                | 07                | 08                | 09                | 10                | 11                | 12                |
| 260 28 23 | 250 29 24         | 300 28 24         | 200 27 23         | 130 26 22         | 80 26 21          | 90 25 20          | 100 25 20         | 100 26 21         | 120 26 21         | 140 27 22         | 190 28 23         |
| متوسط درجة-الحرارة °س مجاميع الهطل مم |                   |                   |                   |                   |                   |                   |                   |                   |                   |                   |                   |
| بالوحدات الإنكليزية \| 01 \| 02 \| 03 \| 04 \| 05 \| 06 \| 07 \| 08 \| 09 \| 10 \| 11 \| 12 \| \| 10 82 73 \| 9.8 84 75 \| 12 82 75 \| 7.9 81 73 \| 5.1 79 72 \| 3.1 79 70 \| 3.5 77 68 \| 3.9 77 68 \| 3.9 79 70 \| 4.7 79 70 \| 5.5 81 72 \| 7.5 82 73 \| \| متوسط درجة-الحرارة °ف مجاميع الهطول ″ \| \| \| \| \| \| \| \| \| \| \| \| |                   |                   |                   |                   |                   |                   |                   |                   |                   |                   |                   |
| 01 | 02                | 03                | 04                | 05                | 06                | 07                | 08                | 09                | 10                | 11                | 12                |
| 10 82 73 | 9.8 84 75         | 12 82 75          | 7.9 81 73         | 5.1 79 72         | 3.1 79 70         | 3.5 77 68         | 3.9 77 68         | 3.9 79 70         | 4.7 79 70         | 5.5 81 72         | 7.5 82 73         |
| متوسط درجة-الحرارة °ف مجاميع الهطول ″ |                   |                   |                   |                   |                   |                   |                   |                   |                   |                   |                   |

تتميز العوفي بمناخ الغابات الاستوائية المطيرة بحسب تصنيف كوبن للمناخ، بفترة من أيام الصحو تمتد من حزيران/يونيه إلى أيلول/سبتمبر. معدل المطر يتخطى 60 ملم (2٬4 إنش).  متوسط درجات الحرارة تبقى ثابتة نسبيا على مدار السنة على 25° درجة مئوية (77 °F) مثلها مثل غيرها من المدن الواقعة في هذا المناخ.

## النقل
يوجد في المدينة مطار نييوي الدولي، كما يخدمها شبكة طرقات معبدة وترابية.

## للاستزادة
- مركز ايست وست (20 يناير 2009). "23 مليون دولار تكلفة اعادة الاعمار، ونقل الوفي". مركز ايست وست. مركز ايست وست. مؤرشف من الأصل في 2009-06-23. اطلع عليه بتاريخ 2009-08-03.
- كالوني، هيوبرت (10 يونيو 2008). "DECLARATION OF FINAL RESULT OF POLL FOR THE NIUE LEGISLATIVE ASSEMBLY GENERAL ELECTION ¶ SATURDAY 7 JUNE 2008 (نتائج انتخابات مجلس نييوي التشريعي)" (PDF). حكومة نييوي. الوفي (نييوي). ص. 2. مؤرشف من الأصل (PDF) في 2020-04-20. اطلع عليه بتاريخ 2009-08-03. [الميت الرابط]
- وزارة الخارجية والتجارة النيوزلندية (22 يونيو 2009). "Niue – Country Information Paper – NZ Ministry of Foreign Affairs and Trade (نييوي - معلومات حول البلد)". وزارة الخارجية والتجارة النيوزلندية. مؤرشف من الأصل في 2015-08-17. اطلع عليه بتاريخ 2009-08-03.
- سيوسيكيفو، مارغريت هايغن؛ هايبركورن، جيرالد (2008).  كتب في اوكلند، نيوزلندة. Niue population profile based on 2006 census of population and housing: a guide for planners and policy-makers (سكان نييوي بحسب احصاء 2006). نوميا - كاليدونيا الجديدة: سكرتارية المجتمعات الباسيفيكية. ص. 4–5. ISBN:978-982-00-0235-7. AACR2 304.609 9626. مؤرشف من الأصل (PDF) في 2009-08-03. اطلع عليه بتاريخ 2009-08-03.
- "Weatherbase: Historical Weather for Alofi, Niue (ويثربايس: تاريخ طقس الوفي)". ويثربايس. 2009. مؤرشف من الأصل في 2019-12-13. اطلع عليه بتاريخ 2009-08-03.

## وصلات خارجية
- تاريخ نييوي
- صور اضرار الإعصار

إحداثيات: 19°03 هو 169°54'W / 19.05°S 169.9°W